# Fosfágeno

De los sistemas fosfágenos conocidos, el mejor estudiado es el sistema creatina fosfato / creatina quinasa, presente en animales cordados y equinodermos. La reacción representada es ATP + creatina ADP + fosfocreatina

Los fosfágenos, o a veces llamados también compuestos macroérgicos, son compuestos que las células utilizan para almacenar energía de rápida utilización. Se los conoce también como compuestos amortiguadores de fosfatos de alta energía, se los encuentra principalmente en el tejido muscular de los animales.
Los fosfágenos son compuestos  fosforilados de tipo guanidino que se encuentran vinculados al estado energético y a la hidrólisis de ATP por medio de correspondientes reacciones mediadas por una fosfágeno kinasa, las cuales responden al tipo general:
fosfágeno + MgADP + H+
  aceptor tipo guanidina + MgATP
En los animales se han identificado ocho diferentes fosfágenos, y sus respectivas fosfágeno kinasas; distribuidas entre diferentes líneas filogenéticas.

## Utilidad biológica

Coeficientes de difusión (en x10^{-6} cm²/ s) para diferentes fosfágenos en relación con la raíz cúbica de su masa relativa.
Leyenda - ATP: Adenosina trifosfato; LP: Lombricina fosfato; AP: Arginina fosfato; TP: Taurociamina fosfato; CP: Creatina fosfato; GP: Guanidinoacetato fosfato.

Los fosfágenos permiten mantener relativamente constantes los niveles de ATP en el interior de células que hacen un uso discontinuo y brusco de grandes cantidades de energía. Si estas células reservaran toda su energía en forma de ATP inevitablemente se producirían alteraciones en los equilibrios químicos que de este compuesto dependen, sumado a este hecho se debe considerar que una molécula de gran tamaño y cargada negativamente como lo es el ATP difunde muy lentamente en el medio citosólico rico en proteínas, a menos de un décimo de la velocidad a la que difunde en una solución acuosa simple; por lo que incluso con una reserva grande de ATP un consumo localizado en una región particular de la célula podría no ser adecuadamente provisto solo por la difusión del ATP. Bajo esta luz, los sistemas fosfágeno quinasa desempeñarían una función facilitando el transporte intracelular (difusión) de fosfatos de alta energía. Debido a que muchas células excitables, entre ellas los músculos, sufren demandas repentinas de grandes cantidades de energía; los compuestos fosfagénicos pueden mantener una reserva de fosfatos de alta energía para ser utilizados cuando se los necesita, proveyendo la energía que no puede ser inmediatamente suministrada por la glucólisis o por la fosforilación oxidativa. Los fosfágenos proveen energía en forma inmediata, pero limitada, actuando como amortiguadores tanto en el dominio tiempo, como en el dominio espacio.

## Bioquímica
El tipo de biomolécula utilizada como fosfágeno depende del organismo considerado. La mayoría de los animales hacen uso de la arginina como fosfágeno, los anélidos (gusanos segmentados), hacen uso de un grupo particular de fosfágenos. Los gusanos de tierra, por ejemplo, utilizan el compuesto lombricina. Sin embargo, y por mucho, el sistema fosfato/creatina quinasa, que se encuentra en los vertebrados y que se halla ampliamente distribuido entre los cordados y algunos invertebrados tales como los equinodermos, es el más extensamente estudiado entre los sistemas fosfágenos. Los animales del filo Chordata, hacen uso de creatina como fosfágeno. En estos animales se produce creatina fosfato o fosfocreatina a partir del ATP por medio de la enzima creatina quinasa en una única reacción reversible que responde a la misma dinámica del resto de los fosfágenos:
creatina + MgATP  MgADP + fosfocreatina + H+

La reacción se encuentra en equilibrio, cuando aumenta la concentración intracelular de ATP, la reacción se desplaza hacia la derecha, hacia la formación de fosfocreatina. Mientras que si aumenta bruscamente el consumo de ATP y su concentración intracelular disminuye, por principio de Le Chatelier la reacción se inclina hacia la izquierda para regenerar ATP a partir del ADP.
Las reacciones fosfágeno quinasa funcionan amortiguando al ATP en el dominio de tiempo y en el dominio de espacio, regulando los niveles de fosfato inorgánico, lo cual impacta en la glucogenólisis, en el amortiguamiento de protones, y en el transporte intracelular de energía.

## Sistemas fosfágeno
Se han identificado ocho sistemas de fosfágenos presentes en diferentes filos animales, y al menos un sistema fosfágeno en protozoos, enlazados a sus respectivas fosfágeno quinasas: el sistema arginina fosfato, el creatina fosfato, guanidinoacetato fosfato, lombricina fosfato - talasemina fosfato (catalizados por la misma enzima la lombricina quinasa y dependiendo el compuesto de la especie de anélido), taurociamina fosfato, hipotaurociamina fosfato, ofelina fosfato y agmatina fosfato; este último sistema ha sido identificado en al menos dos protozoos: Ochromonas danica y Euglena gracilis.
| Sistema                  | Fosfágeno                  | Enzima                                | Guanidina        | Organismo |
| ------------------------ | -------------------------- | ------------------------------------- | ---------------- | --------- |
| Guanidinoacetato fosfato | + ADP + H+                 | EC 2.7.3.1 · Guanidinoacetato quinasa | + ATP            | Info 1    |
| Guanidinoacetato fosfato | Guanidinoacetato fosfato   | EC 2.7.3.1 · Guanidinoacetato quinasa | Guanidinoacetato | Info 1    |
| Creatina fosfato         | + ADP + H+                 | EC 2.7.3.2 · Creatina quinasa         | + ATP            | Info 2    |
| Creatina fosfato         | Creatina fosfato           | EC 2.7.3.2 · Creatina quinasa         | Creatina         | Info 2    |
| Arginina fosfato         | + ADP + H+                 | EC 2.7.3.3 · Arginina quinasa         | + ATP            | Info 3    |
| Arginina fosfato         | N(ω)-fosfo-L-arginina      | EC 2.7.3.3 · Arginina quinasa         | L-Arginina       | Info 3    |
| Taurociamina fosfato     | + ADP + H+                 | EC 2.7.3.4 · Taurociamina quinasa     | + ATP            | Info 4    |
| Taurociamina fosfato     | N(ω)-fosfotaurociamina     | EC 2.7.3.4 · Taurociamina quinasa     | Taurociamina     | Info 4    |
| Lombricina fosfato       | + ADP + H+                 | EC 2.7.3.5 · Lombricina quinasa       | + ATP            | Info 5    |
| Lombricina fosfato       | N-fosfolombricina          | EC 2.7.3.5 · Lombricina quinasa       | D-Lombricina     | Info 5    |
| Talasemina fosfato       | + ADP + H+                 | EC 2.7.3.5 · Lombricina quinasa       | + ATP            | Info 6    |
| Talasemina fosfato       | L-talasemina fosfato       | EC 2.7.3.5 · Lombricina quinasa       | L-talasemina     | Info 6    |
| Hipotaurociamina fosfato | + ADP + H+                 | EC 2.7.3.6 · Hipotaurociamina quinasa | + ATP            | Info 7    |
| Hipotaurociamina fosfato | N(ω)-fosfohipotaurociamina | EC 2.7.3.6 · Hipotaurociamina quinasa | Hipotaurociamina | Info 7    |
| Ofelina fosfato          | + ADP + H+                 | EC 2.7.3.7 · Ofelina quinasa          | + ATP            | Info 8    |
| Ofelina fosfato          | Ofelina fosfato            | EC 2.7.3.7 · Ofelina quinasa          | Ofelina          | Info 8    |
| Agmatina fosfato         | + ADP + H+                 | EC 2.7.3.10 · Agmatina quinasa        | + ATP            | Info 9    |
| Agmatina fosfato         | N4-fosfoagmatina           | EC 2.7.3.10 · Agmatina quinasa        | Agmatina         | Info 9    |

Las diferentes reacciones fosfágeno quinasa muestran diferencias en su estabilidad termodinámica, y los propios fosfágenos difieren en ciertas propiedades físicas entre las que se incluye la difusividad intrínseca. El papel de los fosfágenos en la regulación de los niveles intracelulares de Pi evolucionó probablemente muy temprano. El equilibrio termodinámico de la reacción fosfágeno-quinasa afecta profundamente esta capacidad. Además, se ha hipotetizado que la capacidad de direccionamiento intracelular de la actividad CK evolucionó muy tempranamente como un medio para facilitar el transporte de energía en células altamente polarizadas, y que solo posteriormente fue explotada para amortiguar temporalmente los niveles de ATP y las otras funciones dinámicas que desempeñan en la regulación metabólica de células que experimentan altas y variables tasas de producción aeróbica de energía.
El descubrimiento de los fosfágenos se debe al Dr Philip Eggleton FRSE y a su esposa Grace Eggleton.